# Лукоморья больше нет
«Лукомо́рья бо́льше нет» — песня с подзаголовком «антисказка» Владимира Высоцкого. Написана в июне — сентябре 1967 года. Варианты названия: «Лукоморье», «Песня-сказка о Лукоморье», «Песня-антисказка». Текст песни является травестийным произведением, созданным по мотивам пролога к поэме «Руслан и Людмила» А. С. Пушкина. В песне Высоцкий сравнивает окружавшую его действительность со сказочным миром Лукоморья. Текст был опубликован при жизни поэта, в 1977 году в Париже, в первом сборном издании стихов и песен «Песни русских бардов». Исполнялась автором на концертах до 1976 года.
Песня относится к так называемому раннему периоду творчества Высоцкого. Пушкин с его энциклопедичностью и универсальностью творческого мира всегда был интересен Высоцкому, и наиболее ярко это проявилось в 1966—1967 годах с появлением серии якобы шутливых песен и песен-сказок, в которую вошли такие произведения, как «Песня о вещей Кассандре», «Песня о вещем Олеге», «Песня-сказка о нечисти», «От скучных шабашей…», «Сказка о несчастных лесных жителях» и другие. Написание антисказки «Лукоморья больше нет» связано с развитием неомифологического искусства — направления, интерес к которому в советской художественной среде обозначился в 1960-х годах. Советский неомифологизм того времени демонстрировал подчёркнутое внимание к социальным аспектам эпохи, и Высоцкий, опираясь на фольклор и высокую поэзию, по-новому освещал «низкую», окружавшую его, реальность.
В песне присутствуют не только «далёкие культурные пласты», но и явные отголоски более близких к эпохе Высоцкого источников, повлиявших или отражённых в его произведении тем или иным образом. Непосредственно влияние на «Лукоморье» оказали традиции народной смеховой и фольклорной культуры различных эпох, читательские впечатления Высоцкого, некоторые события из жизни барда и его окружения. Всё это поэт, пропустив через себя, превращает в органичную песенно-поэтическую форму, выражающую кризис современного ему мира.
В СССР песня впервые была издана в 1987 году на пластинке фирмы «Мелодия» «Спасите наши души» (второй в серии «На концертах Владимира Высоцкого»), а в печатном виде вышла в 1988 году в сборнике избранных стихов поэта, выпущенном издательством «Советский писатель». Антисказка «Лукоморья больше нет» сохранила актуальность заявленных в ней проблем в течение десятилетий после создания и оказала определённое влияние на некоторые социально-культурные процессы.

## История песни
Лукоморья больше нет,

От дубов простыл и след,—

Дуб годится на паркет—

                  так ведь нет:

Выходили из избы

Здоровенные жлобы—

Порубили все дубы

                  на гробы.

Ты уймись, уймись, тоска,

У меня в груди!

Это — только присказка,

Сказка — впереди.
История создания песни связана, по данным исследователей, с различными обстоятельствами жизни и творчества Высоцкого. Ещё в юности Высоцкий писал шутливые произведения для студенческих капустников, тосты для друзей, посвящения от имени литературных классиков, выбирая в качестве основы в том числе творчество Пушкина: «Когда б я здесь и пил и ел, // То б мог сказать без промедленья: // Я получил то, что хотел, — // Я помню чудное мгновенье». Известно также раннее шутливое стихотворение Высоцкого на тему школьной жизни: «И там на лестничных площадках // Следы невиданных людей. // Директор там на курьих лапках // Без глаз, без мозга, без ушей». По мнению литературоведа Анатолия Кулагина, Высоцкий испытывал «внутреннюю, творческую потребность» выбирать Пушкина в качестве постоянного «поэтического собеседника», и с написания в 1967 году серии шутливых песен начался настоящий «диалог» барда с классиком.
Ряд исследователей творчества Высоцкого, анализируя песню, приходит к выводу, что у её истоков могли стоять не только поэма «Руслан и Людмила», но и её многочисленные фольклорные переделки, популярные в 1930—1950-х годах, а также и другие источники и события из жизни барда и его окружения: «Сказка о царе Салтане» А. С. Пушкина, участие Высоцкого в спектакле «Антимиры» (к участию в этой постановке Высоцкий приступил в 1964 году, став актёром Театра на Таганке), знакомство советской театральной общественности с понятиями «антидрама» и «антироман» (употреблявшимися в середине XX века применительно к творчеству А. Роб-Грийе, Н. Саррот, С. Беккета, Э. Ионеско). В песне проявились и знания поэта, полученные в студенческие годы. К примеру, информацию о народном поверье, согласно которому лешие питаются корой («Я ли ягод не носил?! — // Снова Леший голосил, — // А коры по скольку кил // приносил!»), он получил в Школе-студии МХАТ на лекциях преподавателя истории изобразительного искусства Б. Н. Симолина. В те же студенческие годы поэт познакомился со вдовой писателя Михаила Булгакова Еленой Сергеевной и задолго до первой публикации прочитал роман «Мастер и Маргарита». Знакомство с этим произведением также нашло своё отражение в песне «Лукоморья больше нет».
По воспоминаниям супруги поэта Людмилы Абрамовой, в начале шестидесятых годов Владимир Высоцкий увлёкся чтением научно-фантастической литературы, выделяя среди прочих произведения братьев Стругацких, а в 1966-м лично познакомился с Аркадием Стругацким. По словам Абрамовой, «взаимное впечатление было, конечно, потрясающим». Общность творческих интересов проявилась в написании Высоцким песни «В далёком созвездии Тау Кита», созданной на фоне работы братьев Стругацких над произведением «Улитка на склоне». Авторы очень гордились тем, что их мысли, связанные с разработкой схожей темы, возникли у них одновременно. Через год после знакомства с братьями Высоцким была написана целая серия песен-сказок: «Песня-сказка о нечисти», «Сказка о несчастных сказочных персонажах», «От скучных шабашей…», а в июне — сентябре 1967 года — антисказка «Лукоморья больше нет». Идея поместить сказочных персонажей в текущую действительность была реализована Стругацкими в опубликованной в 1965 году повести «Понедельник начинается в субботу», где часть событий происходит на улице Лукоморье. Но Высоцкий, ориентируясь на Стругацких, уже в названии своего произведения продемонстрировал, что развивает тему в совершенно противоположном направлении.
Сохранилась предположительно ранняя редакция «Лукоморья», также обыгрывающая пролог «Руслана и Людмилы»: «Бывало, Пушкина читал всю ночь до зорь я — // про дуб зелёный и про цепь златую там. // И вот теперь я нахожусь у Лукоморья, // Командированный по пушкинским местам». Далее герой вспоминает, как он работал на каналах и электростанциях (ГЭСах и ТЭЦах) и видел там испещрённый инициалами зелёный дуб и лежащие на «невидимых дорожках» банки. По признанию рассказчика, ему доводилось встречать там и мартовских кошек, однако на его просьбу «попеть» они не откликнулись. Стихотворение, по оценкам Кулагина, было по жанру близко к стихотворному фельетону, но также строилось на контрастах — противопоставлении того, что герой читал у Пушкина, и того, что он увидел в окружавшей его действительности.
В первоначальной версии рефрен произведения — «Ты уймись, уймись, тоска у меня в груди, // Это только присказка, сказка впереди» — повторялся после каждого куплета, а в дальнейшем — реже, в разных вариантах. Первая из известных прижизненных записей песни датируется ноябрём 1967 года, последняя — 1974-м. С 1976 года Высоцкий перестал исполнять «Лукоморье» на своих концертах. Фёдор Раззаков связал это обстоятельство с поездкой Высоцкого в Царскосельский лицей (это произошло в октябре 1977 года). По версии исследователя, знакомство с местами, где прошли ученические годы поэта, также свидетельствует об изменении в отношении барда к творчеству Пушкина — оно стало более благоговейным, чем в молодости.

## Первые издания, критика, переводы на другие языки

Обложка альманаха «Метрополь» с первым официальным (с разрешения автора) изданием стихотворения «Лукоморья больше нет»

В 1971 году американское отделение звукозаписывающей компании «Коллектор рекордз» выпустило англоязычную пластинку «Песни советского подполья» (англ. Songs of the Soviet Underground) в переводе Михаила Аллена и исполнении эмигрировавшего из СССР грузинского актёра Нугзара Шария. Через год после её выхода в свет парижское издание «Русская мысль» опубликовало развёрнутую рецензию Петра Курского, подробно разбиравшего качество перевода и исполнения песни «Лукоморья больше нет», включённой в этот сборник. Критик рассматривал «Лукоморье» как «острую социальную сатиру на нынешнее советское общество» и сетовал на то, что «расшифровать эзопов язык Высоцкого и объяснить значение каждого образа было бы крайне желательно, особенно для „загнивающих“ в странах Запада». В 1974 году неизвестным тиражом в США вышла пластинка, которую по имени эмигранта из СССР, нелегально выпустившего её из посредственной записи Высоцкого, называют «Андреевский альбом». Первой песней сборника была «Лукоморья больше нет». При жизни поэта песня была издана на русском языке в 1977 году в Париже в сборнике «Песни русских бардов», а в конце 1978 года её текст был напечатан в авторской подборке, вошедшей в первый выпуск альманаха «Метрополь».
В СССР широкая, без цензуры, публикация стихотворных и прозаических текстов Высоцкого началась только после получения им посмертно, в 1987 году, Государственной премии «за создание образа Жеглова в телевизионном художественном фильме „Место встречи изменить нельзя“ и авторское исполнение песен». «Лукоморья больше нет» была издана в 1987 году на пластинке фирмы «Мелодия» «Спасите наши души» (второй в серии «На концертах Владимира Высоцкого»). Серия, состоявшая из 21 диска, была подготовлена Всеволодом Абдуловым и Игорем Шевцовым при участии комиссии по творческому наследию Высоцкого. В хронологической последовательности впервые была показана концертная деятельность барда, охватывавшая пятнадцатилетний период и более 250 песен. Обложки пластинок были оформлены художниками Театра на Таганке — Давидом Боровским и Семёном Бейдерманом. На лицевой и тыльной стороне обложки кроме аннотации (для этой пластинки её написал Булат Окуджава) содержались редкие, ранее не публиковавшиеся фотографии Высоцкого на концертах. На пластинке «Спасите наши души» использовались концертные записи 1967 года (года создания песни) в записи Михаила Крыжановского. В печатном виде «Лукоморье» вошло в 1988 году в сборник избранных стихов поэта, выпущенный издательством «Советский писатель».
Фёдор Раззаков отмечает, что в том же 1987 году Государственную премию РСФСР имени М. Горького в области литературы получил поэт Станислав Куняев за свою книгу — сборник критических и публицистических статей «Огонь, мерцающий в сосуде». Одна из критических работ книги была посвящена творчеству Владимира Высоцкого. В частности, статья содержала следующие постулаты: 

Высоцкий многое отдавал за эстрадный успех. У «златоустого блатаря», по которому, как сказал Вознесенский, должна «рыдать Россия», нет ни одной светлой песни о ней, о её великой истории, о русском характере, песни, написанной любовью или хотя бы блоковским чувством… Знаменитый бард ради эстрадного успеха, «ради красного словца» не щадил наших национальных святынь… Песни его не боролись с распадом, а, наоборот, эстетически обрамляли его… нынешний ребёнок, если он сначала услышит пародию Высоцкого на «Лукоморье», уже едва ли испытает это душеобразующее чувство, прочитав «Лукоморье» настоящее, потому что персонажи его уже безнадёжно осмеяны. Сказка умерщвлена…
 Двадцать страниц текста о Высоцком в книге Куняева были обобщением всей его публицистики о поэте, первой из которых была статья «От великого до смешного», опубликованная в 1982 году в «Литературной газете» и вызвавшая «девятый вал возмущённых откликов» как среди читателей по всей стране, так и среди специалистов. Но встречались и солидарные с Куняевым критические мнения о творчестве Высоцкого. В среде поклонников Владимира Высоцкого появилось ёмкое обобщающее выражение — «скунявился».

## Версии о социальном подтексте
«Песня — антисказка, написанная против всех сказок, которые я написал до сих пор. Называется “Лукоморья больше нет”» (сентябрь 1967 года)
«…Имеет направленность на охрану памятников старины. Как литературных, так и архитектурных»
Первая попытка анализа содержащегося в песне «Лукоморья больше нет» подтекста произошла в 1972 году, когда обозреватель Пётр Курский разместил в парижской газете «Русская мысль» подробную публикацию, посвящённую антисказке Высоцкого. Автор оценивал это произведение как острую социальную сатиру и рассматривал характеры и поступки персонажей песни с точки зрения исторических событий в СССР. По мнению Курского, «тридцать три богатыря» символизируют у Высоцкого «торжество партийного хамства и мещанства, и забвение „высоких“ революционных идеалов, за которые „кровь проливали“», а «учёный-кот», вероятно, является членом Союза писателей СССР, и его «мемуары про татар» — это, скорее всего, повесть о депортации крымских татар, осуществлённой Сталиным в 1944 году.
«Советская власть разрушила сказочный пушкинский мир: „Лукоморья больше нет“, — и вся песня посвящена описанию этого разрушения» — так представляет песню литературовед Яков Корман в своей книге «Владимир Высоцкий: ключ к подтексту». Во второй строке куплета «Распрекрасно жить в домах // На куриных на ногах, // Но явился всем на страх // Вертопрах. // Добрый молодец он был: // Бабку-ведьму подпоил, // Ратный подвиг совершил — // Дом спалил» исследователь видит начало советской истории — новоявленность советской власти. Вертопрах, по его мнению, — это основатель советского государства, а образ разрушенного дома является олицетворением России. В оценке Кормана ироническая характеристика вертопраха — «добрый молодец он был» — имеет негативную коннотацию.
Здоровенные жлобы, тридцать три богатыря, дядька ихний, бородатый Черномор (в черновике произведения «Ну а подлый Черномор оказался гнус и вор»), колдун — «врун, болтун и хохотун», кот — «учёный сукин сын», леший с лешачихой — все эти персонажи тоже представляют собой, по мнению Кормана, различных деятелей советской власти с негативными характеристиками. Борода Черномора символизирует древность и старость советской государственности и её представителей.
«Тридцать три богатыря // Порешили, что зазря // <…> // Ободрав зелёный дуб, // Дядька ихний сделал сруб, // С окружающими туп // стал и груб» — эти строки трактуются исследователем как разграбление страны советскими чиновниками, построившими для себя роскошные дворцы и не желавшими по-человечески общаться с окружающими. В строфах «Здесь и вправду ходит Кот, // Как направо — так поёт, // Как налево — так загнёт // анекдот. // Но учёный, сукин сын: // Цепь златую снёс в торгсин // И на выручку — один // в магазин» Корман видит разбазаривание всех ценностей страны и «пропитие» их. Разрушение сказочного мира вызывает у Высоцкого горькие чувства, описанные в рефрене песни — «Ты уймись, уймись, тоска, // У меня в груди!» (вариант: «Душу мне не рань!»).
С другой стороны, по мнению исследователя Б. С. Дыхановой, мир, нарисованный Высоцким, символизирует тягостные метаморфозы окружавшей поэта реальности. Гробы изготовлены из дубов, фольклорного символа вечной жизни; богатыри во главе с дядькой ради меркантильной цели забыли о предназначении защищать родину; родившая русалка (символ целомудрия) и вовсе претерпела физиологическую трансформацию. Все эти образы — отражения необратимых перемен реальности, которые последовали за трагическим сдвигом в самосознании народа, отказавшегося от старой сказки. Её возможное исчезновение пророчил персонаж романа-хроники «Соборяне» Лескова: «Живите, государи мои, люди русские, в ладу со своею старою сказкой. Чудная вещь старая сказка! Горе тому, у кого её не будет под старость…».

## Художественные особенности

### В контексте пародийных переложений
Пролог к поэме Александра Сергеевича Пушкина «Руслан и Людмила» («У Лукоморья дуб зелёный…») дал импульс к появлению большого количества пародий и переделок. По данным исследователей, к настоящему времени литературоведы нашли и проанализировали более пятидесяти текстовых вариантов, созданных на основе сказочной поэмы. Тематически они раздроблены на несколько групп, при этом немалая их часть соотносится с политическими реалиями того или иного времени. Первая из обнаруженных переделок пролога датирована 1899 годом — это была коллективная работа петербургских студентов, рассказывающая об атмосфере в их учебном заведении («В темнице там наука тужит, / Тюрьмою храм науки служит»). Среди переложений, попавших в сферу внимания специалистов, есть много анонимных текстов. В то же время существуют литературные варианты, имеющие конкретных авторов; среди них — поэт Владимир Маяковский, переводчик Иван Тхоржевский и другие.
Песня «Лукоморья больше нет», включённая в этот ряд, близка к «пародической форме» (термин прозаика и литературоведа Юрия Тынянова) — бурлескно-травестийному виду поэзии, который в русской традиции получил название «перепев». По словам литературного критика Владимира Новикова, и при жизни Высоцкого, и после его кончины отдельные критики утверждали, что в этой песне заложена «некая пародийная агрессия по отношению к Пушкину». Не соглашаясь с такими оценками, Новиков утверждает, что «истинные ценности не боятся испытания смехом». Если в детстве пушкинское Лукоморье воспринимается читателем как своеобразный эталон мироздания, то, повзрослев, он может позволить себе взглянуть на него с иронией, считает литературовед. Именно тогда и обнаруживается, что в придуманном Высоцким «антимире» интеллигентный герой ведёт себя иначе, чем в прологе к «Руслану и Людмиле»: «Там и вправду ходит кот, как направо — так поет, / А налево — так загнет анекдот». Подобное перевоплощение происходит и с другими персонажами Лукоморья времён Высоцкого.

Суть такого пародирования (или, если уж совсем точно выражаться, травестирования, то есть «переодевания», «выворачивания») не в том, чтобы опорочить высокий образец, а в том, чтобы применить высокую поэзию к «низкой» реальности и по-новому её осветить. <…> Так что для Пушкина оскорбительного здесь ровным счетом ничего нет. Думаю, что Александр Сергеевич на такую переделку не обиделся бы. Ведь сам он кого только не переиначивал!

### В контексте неомифологизма 1960-х годов
Появление песенных сказок Высоцкого, в том числе «Лукоморья», во многом связано с интенсивным развитием неомифологического искусства — это направление, всплеск интереса к которому в советской художественной среде обозначился в 1960-х годах, стремилось воссоздать, обыграть или переосмыслить устоявшиеся мифы былых времен. Одной из особенностей неомифологизма периода хрущёвской оттепели и последующих лет является подчёркнутое внимание к социальным аспектам эпохи, когда условное прошлое заменяется вполне конкретным, узнаваемым настоящим. По словам филолога Светланы Толоконниковой, сюжеты и герои Высоцкого органично вписываются в концепцию неомифологизма: «Мифологические и сказочные персонажи Высоцкого живут не в мифическое или неопределённо-сказочное время, а в так называемое „наше“».
Интерес к фольклорным мотивам проявлялся в песнях Высоцкого ещё до «Лукоморья» (так, несколько ранее им были написаны «Сказка про дикого вепря» и другие произведения) и стал одной из примет его раннего творчества. В так называемом сказочном цикле поэта фольклорные герои не только перемещаются в сюжеты нового времени, но и приобретают иные, не свойственные им прежде черты. По мнению литературоведа Игоря Сухих, анализ тематических серий поэта позволяет говорить о том, что в них почти всегда присутствуют две песни, находящиеся на противоположных по эмоциональному воздействию полюсах, — к примеру, если в одной из них угадываются элементы пафоса, то вторая приглушает возвышенную интонацию иронией. В этом смысле своеобразным антиподом «Лукоморья» является песня «Сколько чудес за туманами кроется», написанная Высоцким для художественного фильма «Хозяин тайги» и в итоге так не вошедшая в картину. Литературовед Владимир Новиков, развивая эту же тему, включил «Лукоморье» в условно-тематическое направление творчества Высоцкого «Pro et contra» («За и против»), в котором каждое событие жизни рассматривается поэтом с разных ракурсов: «Пушкинское идеально-сказочное Лукоморье парадоксально оборачивается советским тотальным бардаком».

### В контексте сказовой поэзии Высоцкого. Лексическое своеобразие

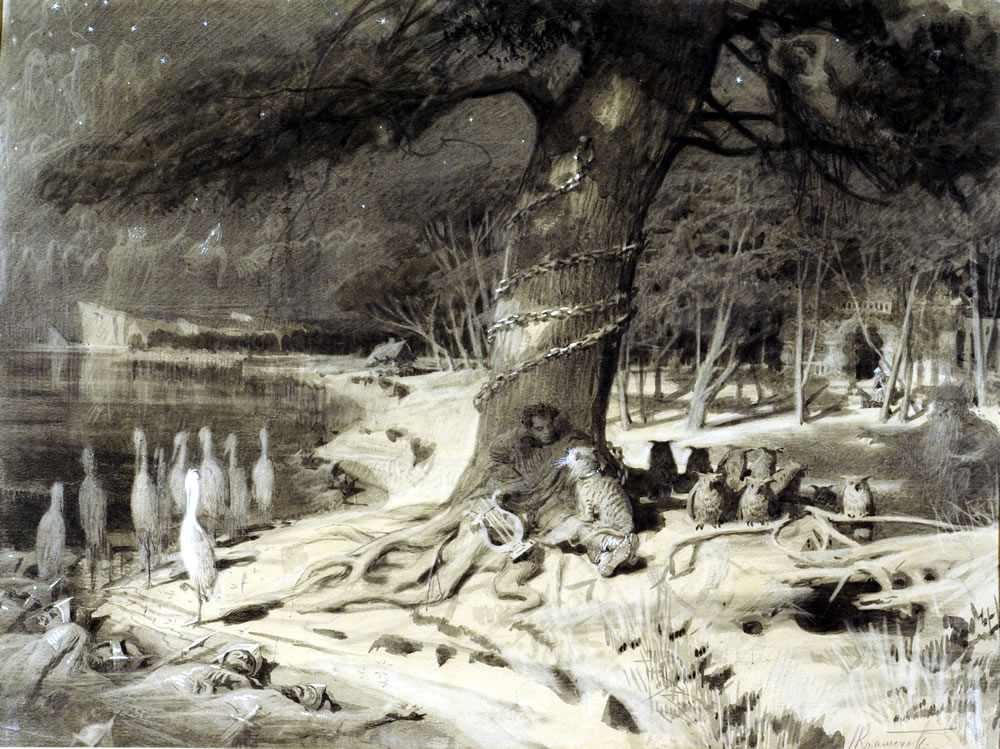
И. Н. Крамской, 1879 год. «Руслан и Людмила». Иллюстрация к «Прологу» — прообразу песни

Идеологические установки второй половины 1960-х и 1970-х годов порой заставляли представителей советской творческой интеллигенции прибегать к условностям, когда повествование о реальных проблемах камуфлировалось под фантасмагорию. Определённым подспорьем для ряда литераторов стала ирония, выполнявшая «функции некой защиты». У Высоцкого, который пришёл в авторскую песню в период мощного цензурного давления, иронический язык выполнял роль своеобразного «переводчика», с помощью которого бард стремился донести до слушателей мысли о наболевшем.
Среди сказок Высоцкого исследователи выделяют фантастические басни (к примеру, «Песенку про козла отпущения»), стилизации (цикл «Алиса в Стране чудес»), произведения, в которых обнаруживается совмещение различных стилей («Созвездие Тау Кита»), песни с философским подтекстом («У меня запой от одиночества», «Нет, ребята, всё не так»). «Лукоморье» входит в ряд бытовых сказок поэта, в ней нет открытых сентенций о бездуховности общества, однако за шуткой и авторской иронией скрываются трагические интонации: «Фантастика, как и у того же Булгакова, а ранее — Гоголя, оказывается откровенным отражением реальной ситуации».
Одним из художественных приёмов, используемых Высоцким в «Лукоморье», является принцип отрицания — уже в первой строфе поэт дважды произносит слово «нет». Затем идёт многократный повтор либо приставки, либо частицы «не», усиливающих мысль о разрушении придуманного Пушкиным идеально-заповедного мира: «не у дел», «недолго», «не желают», «не секрет». Постепенно драматизм усиливается — в итоге появляется горький вывод: «Всё, о чём писал поэт, — это бред». Особую роль в песне играет рефрен («Ты уймись, уймись, тоска»), в котором также присутствует приём отрицания («душу мне не рань»). Таким образом в произведении последовательно создаётся атмосфера нагнетания, выводящая к ключевому авторскому посылу о том, что пушкинское Лукоморье уже фактически уничтожено.
Стремясь показать, насколько гармоничный мир прежнего Лукоморья отличается от современных реалий, Высоцкий прибегает к методу, названному специалистами «вульгаризацией». Так, если в пушкинской сказке действуют благородные герои, «витязи прекрасные», то в песне «Лукоморья больше нет» их заменяют «здоровенные жлобы». Учёный кот ведёт себя в новом времени иначе, чем его давний предшественник, — он, по версии поэта, «сукин сын», сдавший в торгсин свою златую цепь. Демонстрируя разницу между двумя мирами, Высоцкий сознательно использует просторечные слова: «ихний», «тикать», «перегар», «загнуть анекдот», «старый хрыч» и другие. Отдельно исследователи выделяют образ дуба, который у Пушкина выполняет роль своеобразной «оси мира». У Высоцкого эта ось ликвидирована — дубы оказались порубленными и пошли на изготовление гробов. Более того, в рифме «жлобы — гробы» усматривается явная причинно-следственная связь.

### Антимир и антисказка

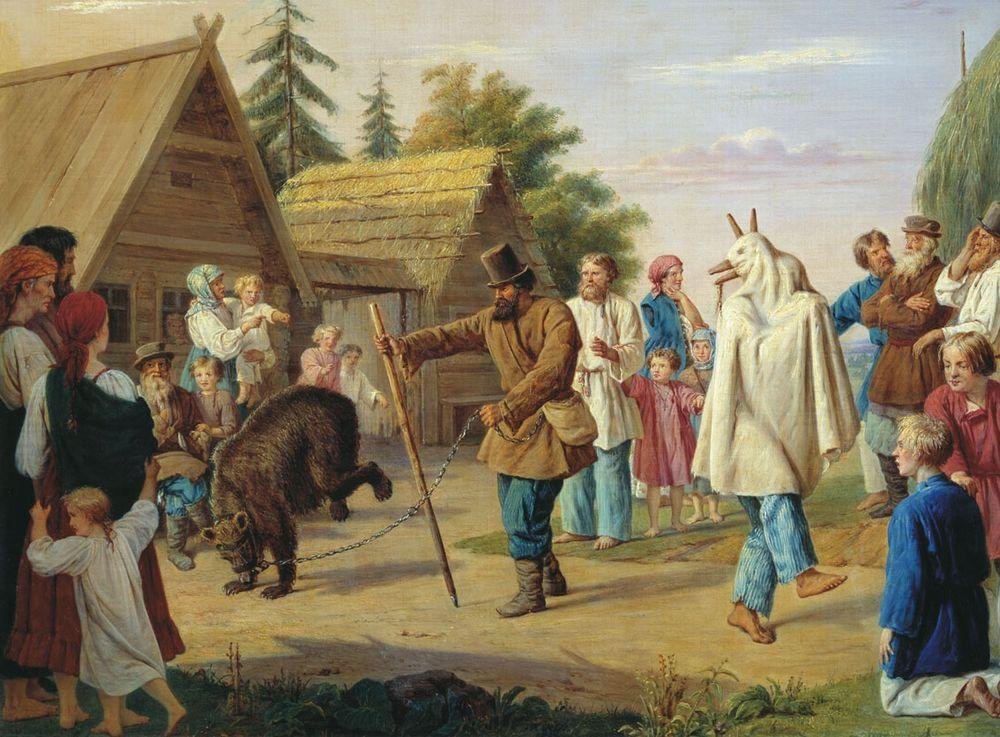
Ф. Н. Рисс. Скоморохи в деревне. 1857

Определение «антисказка» применительно к «Лукоморью» было дано самим Высоцким на одном из концертов, состоявшемся в 1967 году, причём бард, представляя аудитории своё произведение, сделал оговорку, что его новая песня написана «против всех сказок», сочинённых им до этого момента. Появление приставки «анти-» имеет среди исследователей разные объяснения. Во-первых, она соотносится с названием спектакля «Антимиры». Название постановки на стихи Андрея Вознесенского было упомянуто бардом в 1964 году в песне «Марш студентов-физиков»: «Тропы ещё в антимир не протоптаны». Во-вторых, в литературе и театре середины XX века широкое распространение получили понятия «антироман» и «антидрама», связанные с творчеством ряда представителей модернистской прозы и драматургии, и автор «Лукоморья» мог сделать сознательную отсылку к этим терминам.
Говоря об истоках созданного Высоцким антимира, Анатолий Кулагин приводит тезисы академика Дмитрия Сергеевича Лихачёва, писавшего, что в древнерусской смеховой культуре был свой антимир, который также являлся объектом пародий — примером тому служат выражения «Овца, искусная мастерица, велит всем пастухам стрицца» или «Бык не хотел быть быком да и сделался мясником». Такие «перевёртыши» уходят корнями в традиции скоморошества, когда «антиповедение» участников театрализованных обрядов считалось нормой. Высоцкий, которого исследователи называют «поэтом с фольклорным сознанием» и «скоморохом двадцатого века», использует в «Лукоморье» те же приёмы — он показывает непосредственный процесс перехода гармонично устроенного мира в нечто противоположное, демонстрирует подмену правильной реальности искажённой действительностью, в которой всё переворачивается наизнанку: «порубили», «порешили», «спёр». Из давних представлений пришли в песню и персонажи, напоминающие кукол народного театра; участники этого действа — и зрители, и актёры за ширмой — также существовали в формате некоего антимира: одни в нём жили, другие его пародировали.

Эта песня — не об отдельных неприглядных сторонах советской действительности 60-х годов (хотя и о них тоже); она — о кризисе мира, об общем его несоответствии высокому идеалу, заданному классическими пушкинскими стихами. Одним словом — об антимире, в котором пребывает сам поэт и его современники.

### Сравнение с пушкинским текстом и трансформация образов
Сравнивая пушкинскую «Руслана и Людмилу» с песней Высоцкого, исследователи обращают внимание на то, что в антисказке Лукоморье не просто изменяется — оно полностью деформируется. В тексте-источнике его образ создаётся с помощью таких слов, как «прекрасные витязи», «невиданные звери», «морской дядька». В произведении Высоцкого возникает совершенно иной фон: «гробы», «тюрьма», «паралич», «бред», «хрыч», «дрянь», «спёр», «тикать» и другие слова. Повсеместно происходит своеобразная подмена романтических символов и персонажей: так, если у Пушкина действует кудесник Черномор, то у Высоцкого на его место приходит «лукоморский первый вор». Трансформируется и представление о доблести, а потому для героев антисказки образцом для подражания становится «добрый молодец» Вертопрах, который «бабку Ведьму подпоил, ратный подвиг совершил, дом спалил».
Высоцкий производит лексические и словообразовательные замены — и привычная избушка на курьих ножках превращается в дом «на куриных на ногах», а благородные богатыри — в «мужуков», не желающих признавать русалкиного сына. Песню «Лукоморья больше нет» специалисты называют коллажом, элементы которого взяты не только из «Руслана и Людмилы», но из и старого и нового фольклора. Сделанные поэтом замены переворачивают привычный сюжет — в результате возникает современная, лишённая романтического флёра, оригинальная история, состоящая из мини-сюжетов.

Противопоставление с пушкинским текстом проявляется и на стиховом уровне: если Пушкин использует в произведении свой излюбленный размер — 4-стопный ямб, то Высоцкий обращается к вольному хорею. Следует отметить, что по данным Б. И. Ярхо, этот редкий для русской классической поэзии размер обнаруживается у Пушкина. <…> Можно сказать, что Высоцкий активно разрабатывает те формы, которые у великого классика были на периферии стиховой системы.

## Литературные и фольклорные параллели

### Перекличка с фантастикой братьев Стругацких
В песне «Лукоморье», как отмечают исследователи, присутствуют почти прямые отсылки к повести братьев Стругацких «Понедельник начинается в субботу» — речь идёт не только о названии улицы — Лукоморье, на которой расположен Научно-исследовательский институт Чародейства и Волшебства, но и о других знаковых совпадениях: наличии среди персонажей кота, декламирующего стихи, большого пушкинского дуба и сидящей на дереве русалки. При этом герой Стругацких — молодой ленинградский программист Привалов, волею случая попавший в эту среду и наблюдающий за происходящими в ней чудесами, — живёт отнюдь не в сказочном мире: это учёный-материалист, способный дать научное обоснование любому необычному событию. Пытаясь понять суть фантастических явлений, вплетённых в реальную действительность, Привалов постепенно освобождается от изначального удивления: «О подобных случаях я где-то что-то читал и теперь вспомнил, что поведение людей, попадавших в аналогичные обстоятельства, всегда представлялось мне необычайно, раздражающе нелепым».
Подобное соединение вымышленного и подлинного мира присутствует и в песне «Лукоморье». При этом, сохранив некий антураж повести об институте, занимающемся вопросами изучения магии, Высоцкий развил тему, показав, что придуманное Пушкиным (а затем оформившееся у Стругацких) волшебное Лукоморье исчезло — оно было уничтожено «веком тотального цинизма». Так, если в повести «Понедельник начинается в субботу» смотрительница музея Наина Киевна Горыныч представляет собой современный тип Бабы-яги с её хитростью и природным лукавством, то в сказках Высоцкого «нечисть» ведёт себя почти вызывающе: «это разбитные современные бабы, как говорится, „из простых“». По словам Светланы Толоконниковой, у Стругацких и Высоцкого «совершенно разный неомифологизм»:

Сочетание двух миров — современного и сказочного — у Стругацких идеализировано. <…> И Лукоморье — есть, хотя оно и похоже больше на музей. <…> Высоцкий же, поместив мифологические образы Стругацких в иной контекст, по-другому осмысливает их: современный «железный век» (причём, думается, не только в его «советском» проявлении) стал причиной гибели сказки, опошлил и уничтожил её. Вместо иронической утопии у Высоцкого появляются неомифологические тексты пародийного толка, иногда с элементами антиутопии.

### Мотивы, цитаты и реминисценции

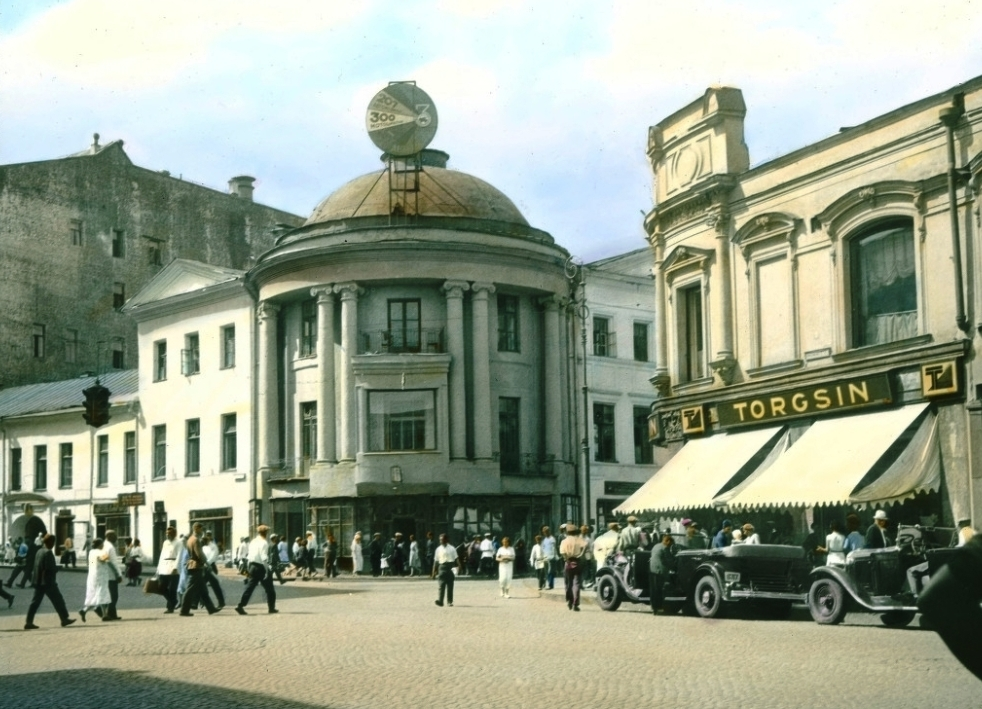
Здание торгсина в Москве. 1931 год

Исследователи, анализируя песню, пришли к выводу, что в ней, помимо переклички с повестью Стругацких, обнаруживаются реминисценции, явные или скрытые отсылки к другим литературным или фольклорным произведениям. Так, неоднократно повторяемая фраза «Это только присказка» является приговоркой, которая в несколько изменённом виде ранее использовалась Петром Ершовым в «Коньке-Горбунке» («Это присказка: подожди») и Александром Твардовским в поэме «Василий Тёркин» («Это присказка покуда, // Сказка будет впереди»). Образ Русалки нового времени, которая «честь недолго берегла», вероятно, был создан под влиянием написанной в 1960-х годах песни Михаила Анчарова «Дурацкая лирическая», содержащей, в частности, такие строки: «За забором — вот дела! — // Девка ноги развела». Упоминание о родившемся у Русалки «сыне полка» является шуточным обыгрыванием названия повести Валентина Катаева «Сын полка».
Отдельного внимания литературоведов удостоился кот, отнёсший свою златую цепь в торгсин — магазин, сеть которых была создана в 1930-х годах для обмена валюты на дефицитные товары и считалась предшественницей «Берёзки». По мнению ряда исследователей, образ кота был навеян эпизодом из «Мастера и Маргариты» — речь идёт о 28-й главе, повествующей о визите Бегемота и Коровьева в торгсин на Смоленском рынке. Двух котов сближает любовь к анекдотам и склонность к мемуарам — в качестве доказательства литературовед Анатолий Кулагин воспроизводит сцену из булгаковского романа, когда Бегемот вспоминает о своих скитаниях по пустыне.
В то же время кот из песенного «Лукоморья», названный поэтом «сукиным сыном», близок по поведению ирландскому сеттеру — персонажу популярных в довоенный период куплетов, сочинённых, вероятно, поэтом Яковом Ядовым. Герой его куплетов, получив медаль на собачьей выставке, повёл себя так же, как кот Высоцкого: «Мне не отдал, сукин сын, // Сам отнёс её в торгсин». Кроме того, образ кота мог возникнуть в сознании Высоцкого после знакомства с написанной в 1930-х годах (и впоследствии опубликованной фольклористом Владимиром Бахтиным) пародийной вариацией, в которой содержались строки: «У Лукоморья дуб спилили, // Златую цепь в торгсин снесли». Наконец, существует версия, что образ этого персонажа имеет определённое сходство с гофмановским котом Мурром — и тот, и другой излагают свои житейские воззрения с помощью мемуаров.

Итак, творческое переосмысление пушкинских образов в песне происходит в традициях народной смеховой культуры разных эпох; попутно в поэтический мир Высоцкого (вообще очень «литературного» художника) могут вовлекаться отголоски недавних читательских впечатлений. Весь этот культурный «груз», пройдя через творческую лабораторию поэта, даёт в итоге органичный поэтический сплав, отражающий ощущение кризиса современного мира.

## Актуальность песни. Социально-культурное влияние
Песня, написанная в 1967 году, в течение десятилетий не утратила актуальность. Более того, антисказка Высоцкого оказалась созвучной некоторым социальным процессам, происходившим в России в более позднее время. Злободневность заданной бардом темы усилилась в так называемые лихие девяностые, когда на авансцену вышли герои, напоминавшие персонажей песни. К примеру, бывшего «дядьку их морского» исследователи сравнивали с новыми русскими, заимевшими «участок свой под Москвой»; кот учёный обернулся алкоголиком, зарабатывавшим на жизнь написанием воспоминаний о былых временах; русалка превратилась в особу весьма вольного поведения; леший (один из наиболее «человекоподобных» мифологических персонажей, обладающий людскими пороками) начал из-за финансовых проблем устраивать домашние скандалы с женой: «Ты ж жалеешь мне рубля, ах ты, тля!» Едва ли не каждая фраза «Лукоморья» ушла в повседневный лексический обиход и стала современным фразеологизмом.
Песня «Лукоморья больше нет» факультативно включена в образовательные программы России и США. В российских школах с 2005 года на уроках в пятом классе ученики изучают произведение Высоцкого в контексте знакомства с поэмой Пушкина «Руслан и Людмила», а в Техасском университете в Остине с 2009 года антисказка входит в учебное пособие «Использование музыки Владимира Высоцкого при обучении русскому языку» (англ. «Using the Music of Vladimir Vysotsky in Teaching Russian» by Ruby Jones).
«Лукоморье», как и многие другие песни Высоцкого, оказало определённое влияние на развитие русского рока — не случайно у ряда рок-музыкантов бард считается «учителем». Так, в песне-сказке «Свинопас» лидера группы «Зимовье зверей» Константина Арбенина присутствует не только отсылка к одноимённой сказке Андерсена, но и выявляется новый взгляд на привычный сюжет, а герои обретают иные качества. Точно так же меняются ролевые, поведенческие функции героев в песне «Я расскажу тебе» (группа «Рада и Терновник»). Приёмы, используемые представителями этих групп, так или иначе восходят к антисказке Высоцкого. В число последователей барда исследователи включают группу «Король и Шут», сказки-страшилки которой не просто развивают заложенные поэтом мотивы, но порой даже доводят их до некоего иронического абсурда. Непосредственная связь с «Лукоморьем» обнаруживается и у Янки Дягилевой в песне «Выше ноги от земли» с её трагическим финалом: «Только сказочка хуёвая // И конец у ней неправильный // Змей-Горыныч всех убил и съел».